# U 513
U 513 war ein deutsches U-Boot vom Typ IX C, das von der deutschen Kriegsmarine im Zweiten Weltkrieg eingesetzt wurde. Auf seinen vier Feindfahrten versenkte es sechs Schiffe mit 29.940 BRT, wobei insgesamt 46 Menschen ums Leben kamen. Am 19. Juli 1943 wurde es vor der brasilianischen Atlantikküste versenkt, wobei 46 seiner Besatzungsmitglieder umkamen, während nur sieben, darunter der Kommandant Friedrich Guggenberger, überlebten und in US-amerikanische Kriegsgefangenschaft gerieten.

## Geschichte

### Bau und Indienststellung
Der Bauauftrag erfolgte am 14. Februar 1940 an die Deutsche Werft in Hamburg. Die Kiellegung erfolgte am 26. April 1941, der Stapellauf am 29. Oktober 1941 und die Indienststellung unter dem Kommando von Korvettenkapitän Rolf Rüggeberg am 10. Januar 1942.

### Zeit als Ausbildungsboot
Das Boot wurde nach seiner Indienststellung bis zum 31. August 1942 in der 4. U-Flottille zu Ausbildungszwecken eingesetzt. Danach diente es bis zu seiner Versenkung in der 10. U-Flottille als Frontboot. Über die gesamte Ausbildungszeit und bei den ersten drei Feindfahrten war Rolf Rüggeberg Kommandant des Bootes. Ab dem 14. Mai 1943 bis zur Versenkung des Bootes am 19. Juli 1943 war KptLt. Friedrich Guggenberger Kommandant.

### Einsätze
U 513 unternahm vier Feindfahrten, auf denen sechs Schiffe mit 29.940 BRT versenkt und zwei Schiffe mit 13.177 BRT beschädigt wurden.

#### Erste Unternehmung
U 513 verließ Kiel am 7. August 1942. Auf dieser 77 Tage andauernden Feindfahrt wurden zwei Schiffe mit 12.789 BRT versenkt und ein Schiff mit 7.174 BRT beschädigt. Am 22. Oktober 1942 lief das Boot in Lorient ein.
- 5. September 1942: Versenkung des britischen Dampfers Saganaga (5.454 BRT, 30 Tote)
- 5. September 1942: Versenkung des kanadischen Dampfers Lord Strathcona (7.335 BRT)
- 29. September 1942: Beschädigung des britischen Dampfers Ocean Vagabond (7.174 BRT, 1 Toter, in Konvoi HX-209 fahrend)

#### Zweite Unternehmung
Das Boot lief am 21. November 1942 aus Lorient aus und lief am 18. Dezember wieder dort ein. Im Verlauf dieser Unternehmung wurde kein Schiff versenkt oder beschädigt.

#### Dritte Unternehmung
U 513 lief am 20. Februar 1943 aus Lorient aus und lief am 14. April wieder dort ein. In dieser Zeit wurde kein Schiff versenkt oder beschädigt.
- 3. April 1943: Das Boot wurde von einer britischen Lockheed Hudson mit zwei Bomben attackiert und erlitt einen kleineren Schaden.

#### Vierte Unternehmung
U 513 verließ Lorient am 18. Mai 1943. Auf dieser 63 Tage andauernden Unternehmung wurden vier Schiffe mit 17.151 BRT versenkt und ein Schiff mit 6.003 BRT beschädigt.
- 21. Juni 1943: Versenkung des schwedischen Dampfers Venezia (1.673 BRT)
- 25. Juni 1943: Beschädigung des amerikanischen Tankers Eagle (6.003 BRT)
- 1. Juli 1943: Versenkung des brasilianischen Dampfers Tutoya (1.125 BRT, 7 Tote)
- 3. Juli 1943: Versenkung des amerikanischen Dampfers Elihu B. Washburne (7.176 BRT)
- 16. Juli 1943: Versenkung des amerikanischen Dampfers Richard Caswell (7.177 BRT, 9 Tote)

## Verbleib
Am 19. Juli 1943 konnte das Boot südöstlich von São Francisco do Sul durch Funkpeilung geortet werden, da Kommandant Guggenberger einen ungewöhnlich langen Funkspruch abgesetzt hatte. U 513 wurde im aufgetauchten Zustand von einem US-amerikanischen Flugboot des Typs Martin PBM Mariner überrascht und mit Wasserbomben angegriffen. Trotz erheblicher Gegenwehr gelang es dem amerikanischen Piloten unter Flakbeschuss, U 513 zwei Treffer beizubringen, woraufhin das deutsche Boot sank (Lage). Es ging so schnell unter, dass nur 12 – teilweise schwerst verwundete – Männer von der Kommandobrücke und der Flak ins Wasser springen konnten, während die übrigen mit dem U-Boot untergingen. Fünf Schwimmende überlebten die nächsten Stunden nicht, wobei mindestens zwei Verwundete von Haien gefressen wurden. Nur sieben schafften es, sich in ein treibendes, von einem Flugzeug abgeworfenes Rettungsschlauchboot zu ziehen oder ziehen zu lassen, darunter der ebenfalls schwer verwundete Kommandant, Kapitänleutnant (und spätere Konteradmiral der Bundesmarine) Friedrich Guggenberger, der an den Haaren ins Boot gezogen wurde. Die Überlebenden trieben einen Tag im Rettungsboot durch den Atlantik, bis sie von der USS Barnegat als Kriegsgefangene aufgenommen und in Rio de Janeiro an Land gebracht wurden. Guggenberger war der am schwersten Verwundete und wurde für medizinische Operationen in die USA geflogen. Insgesamt kamen 46 Mann von der Besatzung ums Leben, sieben Personen überlebten.
Im März 2012 wurde das Wrack von U 513 in 133 Metern Wassertiefe von Mitarbeitern der Universität von Vale do Itaja untersucht, es war 2011 von Tauchern entdeckt worden.

## Statistiken
| Datum              | Name               | Nationalität           | Tonnage (BRT) | Tote | Überlebende | Erfolg          |
| ------------------ | ------------------ | ---------------------- | ------------- | ---- | ----------- | --------------- |
| 5. September 1942  | Saganaga           | Vereinigtes Königreich | 5.454         | 30   | 14          | versenkt (Lage) |
| 5. September 1942  | Lord Strathcona    | Kanada                 | 7.720         | 0    | 44          | versenkt (Lage) |
| 29. September 1942 | Ocean Vagabond     | Vereinigtes Königreich | 7.174         | 0    | 47          | beschädigt      |
| 21. Juni 1943      | Venezia            | Schweden               | 1.673         | 0    | 27          | versenkt (Lage) |
| 25. Juni 1943      | Eagle              | Vereinigte Staaten     | 6.003         | 0    | 53          | beschädigt      |
| 1. Juli 1943       | Tutoya             | Brasilien              | 1.125         | 7    | 30          | versenkt        |
| 3. Juli 1943       | Elihu B. Washburne | Vereinigte Staaten     | 7.176         | 0    | 70          | versenkt (Lage) |
| 16. Juli 1943      | Richard Caswell    | Vereinigte Staaten     | 7.177         | 9    | 60          | versenkt (Lage) |